# Two Handed Transatlantic Race
Das Two Handed Transatlantic Race oder TwoSTAR ist eine Transatlantikregatta für Segelboote mit zwei Seglern an Bord. Erstmals 1981 ausgerichtet, führte die Regattastrecke ca. alle vier Jahre von Plymouth (England) nach Newport (USA), d. h. über ca. 2820 Seemeilen (ca. 5222,6 Kilometer). Je nach Wetter und Eissituation segeln die Yachten eine 5 % bis 20 % längere Strecke bis zum Ziel. Das Rennen ist eine Parallelveranstaltung zur bereits seit 1960 durchgeführten, ebenfalls in vierjährlichem Turnus stattfindenden, Einhandregatta Observer Single-Handed Transatlantic Race (OSTAR).
Im Jahr 1986 ging die italienische Yacht Berlucchi mit den Crewmitgliedern Giuseppe Beppe Panada und Roberto Kramar während des Rennens verloren. Die Yacht wurde später kopfüber treibend mit abgebrochenem Kiel gefunden.
Deutsche Teilnehmer waren Dieter Kowalewski/Ralf Steinhardt auf Snowball (1986) in 27d 14h 24m, Wolfgang Quix/Herbert Weingärtner auf Jeantex III (1986) in 25d 12h 11m. sowie Uwe Röttgering/Asia Pajkowska auf Rote 66 (2017) in 20d 22h 43m.
Die Regatta pausierte ab 1994 aufgrund der zunehmenden Zahl anderer – insbesondere französischer – Transatlantikregatten.
Im Jahr 2012 kam es zu einer Neuauflage des Rennens. Von neun Startern erreichten nur fünf den Zielhafen Newport. Im Jahr 2017 startete das Rennen zusammen mit dem OSTAR. Von den sieben Startern erreichten nur zwei das Ziel. Drei Yachten gaben aufgrund technischer Probleme auf, zwei sanken im Sturm. Die Crews konnten gerettet werden. 
Das für 2020 geplante Twostar wurde aufgrund der COVID-19-Pandemie auf 2022 verschoben und wieder zusammen mit dem OSTAR ausgetragen. Das bislang letzte TWOSTAR startete am 5. Mai 2024 mit nur zwei Teilnehmern, die beide das Ziel erreichten. 

## Die einzelnen Regatten
- 2024, Gesamtwertung
  - 1. Platz AJ Wanderlust, (22 Tage 19 Std. 28 Min. für 3.223sm)

- 2022, Gesamtwertung
  - 1. Platz La Promesse, Yachttyp: Open 40, (18 Tage 0 Std. 21 Min.)

- 2017, Gesamtwertung[6]
  - 1. Platz Rote 66, Yachttyp: Class 40, (20 Tage 22 Std. 43 Min.)
  - 2. Platz Midnight Summer Dream, Yachttyp: Morgan 54, (28 Tage 10 Std. 04 Min.)

- 2012, Gesamtwertung[7]
  - 1. Platz Vento Di Sardegna, Yachttyp: Open 50, (13 Tage 12 Std. 47 Min., VMG 8,6 Knoten)
  - 2. Platz Roaring Forty 2, Yachttyp: Class 40, (14 Tage 4 Std. 20 Min.)
  - 3. Platz Perseverance III, Yachttyp: Class 40 vom Typ Pogo 40, (18 Tage 23 Std. 43 Min.)[8]

- 1994, Gesamtwertung:
  - 1. Platz: Laurent Bourgnon & Cam Lewis auf Primagaz (9 Tage 8 Std 58 Min; während der Regatta neuer Transatlantikrekord in Ost-West-Richtung für Boote mit zwei Personen Besatzung ersegelt: von Plymouth nach Newport 9 Tage, 8 Std, 5 Min, 20 Sek, d. h. Durchschnittsgeschwindigkeit 12,49 Knoten)[9]
  - 2. Platz: Loïck Peyron & Franck Proffit auf Fujicolor (9 Tage 10 Std 18 Min)
  - 3. Platz: Pascal Hérold & Lionel Péan auf Dupon Duran 3 (13 Tage 2 Std 40 Min)

- 1990, Gesamtwertung:
  - 1. Platz: Jean Maurel & Michel Desjoyeaux auf Elf Aquitaine (10 Tage 23 Std 15 Min)
  - 2. Platz: Mike Birch & Didier Munduteguy auf Fujicolor (11 Tage 3 Std 14 Min)
  - 3. Platz: Florence Arthaud & Patrick Maurel auf Pierre 1er
  - insgesamt 37 startende Boote[10]

- 1986, Abfahrt 8. Juni
  - 1. Platz (Gesamtwertung): Loïc Caradec & Olivier Despaigne auf Royale (13 Tage 6 Std 12 Min)
  - 2. Platz (Gesamtwertung): Mike Birch & Olivier Monssy auf Formula Tag
  - insgesamt 49 startende Boote, von denen 35 im Zeitlimit das Ziel erreichten; Sponsor: Carlsberg[10]

- 1981
  - Gesamtwertung:
    - Chay Blyth & Robert James auf dem Trimaran Brittany Ferries GB (14 Tage 13 Std 54 Min)
    - Marc Pajot & Paul Ayasse auf dem Katamaran Elf Aquitaine (16 Tage 6 Std 3 Min)
    - Éric Loizeau & Halvard Mabire auf dem Trimaran Gauloise 4 (15 Tage 6 Std 53 Min)

  - schnellste Einrumpfboote:
    - Bacilieri & Valin auf Faram Serenissima (16 Tage 1 Std 24 Min)
    - Florence Arthaud & François Boucher auf Monsieur Meuble (16 Tage 3 Std 56 Min)
    - Alain Gabbay & Berranger auf Charles Heidsieck III (Klasse 1; 16 Tage 5 Std 58 Min)

  - insgesamt 76 teilnehmende Yachten; Sponsor vermutlich The Observer[10]